# Petter-Nacktsohlenrennmaus
Die Petter-Nacktsohlenrennmaus (Taterillus petteri) ist ein Nagetier in der Gattung der Kleinen Nacktsohlen-Rennmäuse, das in Afrika vorkommt.
Die Art ist nach dem französischen Zoologen Francis Petter benannt.

## Merkmale
Mit einer Kopf-Rumpf-Länge von 101 bis 135 mm, einer Schwanzlänge von 125 bis 166 mm und einem Gewicht von 30 bis 64 g ist die Art ein mittelgroßer Vertreter ihrer Gattung. Sie hat 28 bis 32 mm lange Hinterfüße und 17 bis 21 mm lange Ohren. Das zimtfarbene Fell der Oberseite mit orange Tönung ist deutlich von der weißen Unterseite abgegrenzt. An den Wangen, über den Augen und hinter den Ohren kommen weiße Flecken vor. Lange dunkle Haare an der Schwanzspitze bilden eine Quaste. Weibchen besitzen acht Zitzen.

## Verbreitung
Das Verbreitungsgebiet liegt im Dreiländereck Burkina Faso, Mali und Niger. Es wird im Nordosten vom Fluss Niger begrenzt. Die Petter-Nacktsohlenrennmaus hält sich in Savannen der Sahelzone auf. Die jährliche Niederschlagsmenge liegt in der Region zwischen 300 und 500 Millimeter. Die Art besucht gelegentlich Gärten und Hirsefelder.

## Lebensweise
Dieses Nagetier ruht am Tage in Erdbauen, die je nach Jahreszeit mehr oder weniger komplex sind. In der Zeit der Sommerruhe, bei warmem und trockenem Wetter, liegen die Gänge tiefer und es werden zuvor verschiedene Vorratsräume eingebaut. Die einfachsten Nester werden in der kühlen Trockenzeit gegraben.
Die Petter-Nacktsohlenrennmaus ernährt sich von Samen, grünen Pflanzenteilen und Gliederfüßern. Die Fortpflanzung findet meist in der feuchten Jahreszeit zwischen Juni und September statt. Geburten können auch in anderen Jahreszeiten erfolgen. Ein Wurf besteht aus zwei bis sechs Nachkommen.

## Bedrohung
Für den Bestand der Art liegen keine Bedrohungen vor. Sie wird von der IUCN als „nicht gefährdet“ (least concern) gelistet.